# Flughafen Keshod

i8
i11
i13
Der ca. 51 m hoch gelegene Flughafen Keshod (englisch Keshod Airport, IATA-Code: IXK, ICAO-Code: VAKS) ist ein ausschließlich national genutzter Flughafen nur ca. 3 km (Fahrtstrecke) nordöstlich des Stadtzentrums der etwa 80.000 Einwohner zählenden Stadt Keshod im nordwestindischen Bundesstaat Gujarat. Der Flughafen bedient auch die jeweils ca. 40 km entfernten Großstädte Junagadh und Veraval.

## Geschichte
Der Flughafen wurde in den frühen 1930er Jahren vom Nawab von Junagadh, Muhammad Mahabat Khan III., gebaut und als Privatflughafen genutzt. In den 1980er Jahren wurde er für Linienflüge nach Bombay genutzt, die jedoch im Jahr 2000 eingestellt wurden. Erst im März 2021 wurde wieder mit Linienflügen nach Ahmedabad begonnen.

## Flugverbindungen
Derzeit besteht lediglich eine einmal tägliche Verbindung mit Turboprop-Maschinen nach Ahmedabad, der Hauptstadt Gujarats.

## Sonstiges
- Betreiber des Flughafens ist die Airports Authority of India.
- Die Start- und Landebahn hat eine Länge von ca. 1372 m.